# Igmándy-Hegyessy Géza
Vitéz boldogasszonyfai Igmándy-Hegyessy Géza Jenő (Tab, 1882. augusztus 31. – Domolospuszta, 1980. május 26.) testőr altábornagy, a Magyar Királyi Testőrség parancsnoka, Horthy Miklós bizalmasa.

## Élete
Hegyessy János főszolgabíró és Igmándy Karolina gyermekeként a Somogy vármegyei Tabon született. 1902-ben lépett be a hadseregbe, eleinte a császári és királyi 39. sz. gyalogezrednél szolgált Debrecenben, Nagyváradon és Temesváron, majd 1904-ben átkerült az 52. sz. gyalogezredbe. Az első világháború harcaiban László és Iván testvéreivel és édesapjával együtt vett részt, ezalatt háromszor is megsebesült, 1916-tól a 36. hadosztály rohamzászlóalj parancsnoka lett. 1918. június 16-tól 30-ig tartott Dél-tiroli harcokban tűnt ki. Hegyessy százados megmaradt 19 emberével egy éjjel átvágta magát az ellenség gyűrűjén, majd egy teljes napon át tartotta a Col D'Echele magaslatot a hatalmas túlerővel szemben.
A háború után Baranya és Somogy vármegye katonai parancsnokságán volt beosztott tiszt. Somogy déli részén részt vett 1919 és 1920 között a vörös csapatok lefegyverzésében. 1920-ban Magyar Királyi Testőrséghez vezényelték, ahol fontos szerepe volt annak átszervezésében, ő alakította ki a testőrség gyalogos és lovas tagozódását. 1921-ben vitézzé avatták, októbertől az Országos Vitézi Szék ügyvezető törzskapitánya lett. 1927-ben a királyi testőrség parancsnokává nevezték ki.
Mivel Horthy Miklóst államfői teendői akadályozták a Vitézi rend vezetésének ellátásában, ezért létrejött a főkapitány-helyettesi pozíció. Ebben a pozícióba nevezték ki Igmándy-Hegyessyt 1944. április 21-én Hellebronth Antal helyére. Mint Horthy bizalmasa rendszeresen jelen volt a kormányzó díszkíséretében, részt vett valamennyi országos ünnepségen és vitézavatáson. Gyakorta kapott az államfőtől aktuális tisztségeitől függetlenül külön bizalmas megbízatásokat. A nyilasok hatalomátvétele után azonban a Vitézi Szék felfüggesztette tevékenységét, jelezve ezzel, hogy nem kívánnak együttműködni Szálasival. 1944. októberében a Gestapo letartóztatta, majd deportálta, de megpróbáltatásai ellenére túlélte a háború viszontagságait. 1945. júliusában hazatért Magyarországra, a Szigetvár melletti Domolospusztán halt meg 98 évesen.

### Kitüntetései
- Arany Vitézségi Érem, 1918.
- Vitézi rend, 1921.